# Palo-Alto-Gruppe
Die Palo-Alto-Gruppe war eine Forschungsgruppe aus Psychiatern, Psychologen und Sozialarbeitern in Palo Alto, Kalifornien. Inspiriert von Gregory Bateson, forschten sie ursprünglich zum Thema Schizophrenie, später zu den Themen Kommunikation, Psychotherapie und Familientherapie.

## Geschichte
Bereits ab 1953 bis 1963 organisierte Bateson das Bateson-Projekt, eine bahnbrechende Zusammenarbeit mit Don D. Jackson, Jay Haley, John Weakland und William F. Fry, die für einige der wichtigsten Innovationen in Kommunikation und Psychotherapie in den 1950er und frühen 1960er Jahren verantwortlich war. Ihre vielleicht berühmteste und einflussreichste Veröffentlichung war Towards a Theory of Schizophrenia (1956), die das Konzept des Double Bind einführte und zur Entwicklung und Entstehung der Familientherapie beitrug.
Das 1959 von Don Jackson, Virginia Satir und Jules Riskin gegründete Mental Research Institute (MRI) zur Erforschung von Geisteskrankheiten war eine der führenden Forschungsstätten in den Bereichen systemischer Studien, Kurzzeitpsychotherapie sowie Familientherapie. Sowohl Psychotherapieforschung und -praxis, als auch Ausbildung wurde betrieben, um innovative Richtungen für Projekte zu erkunden, die sich auf interaktionale systemische Ansätze konzentrieren.
Satir entwickelte am MRI das weltweit erste Ausbildungsinstitut für Familientherapie. Schon damals war sie überzeugt davon, dass der Therapieerfolg in hohem Maße in der Person des Therapeuten begründet ist und dass der Kontakt zu ihr/ihm wichtiger ist als die Methode, was zwischenzeitlich von der Forschung vielfach belegt wurde.
Heute ist das Ziel des Mental Research Institute (MRI) Fortschritte in den Sozialwissenschaften zu nutzen, um weitreichende positive Veränderungen in menschlichen Systemen zu fördern. Um dieses Ziel zu erreichen, unterstützt und fördert es die Arbeit kreativer Forscherinnen und Forscher.

## Forscher
| Mitarbeiter        | von/bis           | Schwerpunkte                                                   |
| ------------------ | ----------------- | -------------------------------------------------------------- |
| Don D. Jackson     | 1959–1968         | Schizophrenieforschung                                         |
| Gregory Bateson    |                   |                                                                |
| John Edlerkin Bell | 1968–1973         | Familientherapie                                               |
| Richard Fisch      |                   |                                                                |
| Jay Haley          | 1959–1967         |                                                                |
| Jules Riskin       | 1959–             |                                                                |
| Virginia Satir     | 1959–1966         | Gründerin des ersten Ausbildungsinstituts für Familientherapie |
| Paul Watzlawick    | ab Ende 1960–2007 |                                                                |
| John Weakland      | 1959–1995         | Kurzzeittherapien                                              |
| William F. Fry     |                   | Paradoxien und Humor                                           |

## Forschungsthemen und -ergebnisse
Der durch Virginia Satir eingeleitete Paradigmenwechsel (Watzlawick) verbreitete sich weltweit sehr schnell und war für die Psychiatrie der damaligen Zeit absolut revolutionär. Statt Individuen isoliert zu diagnostizieren, bezog Satir die Eltern und Geschwister und ihre Dynamik untereinander (Anklagen, Anbeten, Beschwichtigen, Rationalisieren, Ablenken) in die Betrachtung mit ein.
Die von der Palo Alto-Gruppe entwickelten Theorien über menschliche Kommunikation, Familien und Familientherapie, Systemtheorie und deren Umsetzung in therapeutische Methoden sind für die Psychologie und alle davon betroffenen Lebensbereiche ähnlich bedeutsam wie die Psychoanalyse. Stichworte sind Metakommunikation, Doppelbindung, systemische Familientherapie, Kybernetik, Systemtheorie, „problemlösender Ansatz“ (Focused Problem Resolution), Strukturelle Familientherapie, Strategische Familientherapie, Interpunktion, Konstruktivismus etc.
Die Gruppe beschäftigte sich mit dem Studium der Entwicklung des Individuums in Abhängigkeit von spezifischen Interaktionsformen mit ihrer jeweiligen Umwelt. In dem Buch Interaktion findet man eine Zusammenstellung von Aufsätzen und Buchauszügen, die von Mitgliedern der Gruppe veröffentlicht wurden. Am bekanntesten sind jedoch die später erschienenen Bücher Menschliche Kommunikation. Formen, Störungen, Paradoxien sowie Lösungen. Zur Theorie und Praxis menschlichen Wandels, in denen Mitglieder der Gruppe ihre Ideen zur Kommunikation und Problemlösung darstellten. Die Gruppe praktizierte die sogenannte problemorientierte Kurztherapie, deren Grundlage es war, sich Gedanken zu machen, wie Probleme aufgrund der bisher versuchten Lösungen einerseits sowie der Beziehungen zu sich selbst, anderen Menschen und der Welt andererseits aufrechterhalten wurden.
Stark von der Gruppe beeinflusst wurden die Mailänder Gruppe um Mara Selvini Palazzoli („Mailänder Modell“, Paradoxen Interventionen), die Heidelberger Schule sowie Giorgio Nardone (Strategische Kurztherapie). In Deutschland war ab 1968 Paul Watzlawick das prominenteste Mitglied. Er veröffentlichte sein Buch Anleitung zum Unglücklichsein als der Paradigmenwechsel in der Psychiatrie längst vollzogen war und hielt lange engen Kontakt und Austausch mit Palazzoli und Nardone.